# Два обличчя доктора Джекіла
Два обличчя доктора Джекіла (англ. The Two Faces of Dr. Jekyll) — англійський фільм жахів 1960 року.

## Сюжет
Доктор Джекілл знаходить лікарське зілля, що відділяє все хороше від поганого, що є в людині. Він випробовує препарат на собі і йде в нічний клуб, де зустрічає свою дружину Кітті, разом з його другом, Полом Алленом. Перетворившись на огидного Хайда, доктор Джекілл вбиває Пола і ґвалтує Кітті. Потім Джекілл здійснює ще кілька вбивств і підпалює свою лабораторію. Зрештою, пригоди закінчуються тим, що Джекілл бере гору над Хайдом.

## У ролях
| Актор           | Роль                                     |
| --------------- | ---------------------------------------- |
| Пол Мессі       | доктор Генрі Джекіл / містер Едвард Хайд |
| Доун Аддамс     | Кітті Джекіл                             |
| Крістофер Лі    | Пол Аллен                                |
| Девід Коссофф   | доктор Ернст Літауер                     |
| Норма Марла     | Марія                                    |
| Френсіс Де Вулф | інспектор                                |
| Джой Вебстер    | Дженні                                   |